# 西柳
西柳（学名：Salix pseudowolohoensis）是杨柳科柳属的植物，为中国的特有植物。分布在中国大陆的四川、云南等地，生长于海拔1,090米至3,500米的地区，常生于山坡湿地，目前尚未由人工引种栽培。